# Luka Lungu
Luka Lungu (Chilanga, 24 giugno 1986) è un calciatore zambiano, centrocampista del Don Bosco.